# 1477
Évszázadok: 14. század – 15. század – 16. század
Évtizedek: 1420-as évek – 1430-as évek – 1440-es évek – 1450-es évek – 1460-as évek – 1470-es évek – 1480-as évek – 1490-es évek – 1500-as évek – 1510-es évek – 1520-as évek
Évek: 1472 – 1473 – 1474 – 1475 –  1476 – 1477 – 1478 – 1479 – 1480 – 1481 – 1482

## Események

### Határozott dátumú események
- január 5. – A nancy csata. (Károly burgundi herceget ismét legyőzik a svájciak, a csatában maga a herceg is elesik. Utóda lánya, Burgundi Mária lesz,[1] de XI. Lajos francia király Németalföld kivételével elfoglalja az összes burgundi birtokot.)
- február 4. – A kásatörő–malom első ismert magyar nyelvű okleveles említése.
- június 12. – Mátyás magyar király hadat üzen III. Frigyes császárnak. (Indokai: a császár ígérete ellenére sem iktatta be őt csehországi hűbérbirtokába; osztrák szövetségeseit a fegyverszünet ellenére megtámadta; a török ellen nem ad segítséget.)[2]
- augusztus 18. – Miksa, ausztriai főherceg feleségül veszi Burgundi Máriát.[3] (Ezzel a kapcsolattal a Habsburg-ház megkapja Burgundiát, Európa egyik leggazdagabb országát.)
- november 18. – William Caxton kiadja az első angliai nyomtatott könyvet.
- december 1. – Békekötés Mátyás és III. Frigyes között; Mátyás visszaadja az elfoglalt osztrák területeket, Frigyes beiktatja Mátyást a cseh királyságba, és hadi kárpótlást fizet.[4]
- december 10. – IV. Sixtus pápa bíborossá nevezi ki Rangoni Gábor egri püspököt[5] és Aragóniai Jánost, Ferdinánd nápolyi király fiát, Mátyás sógorát.[6]
- december 13. – Mátyás mint cseh király leteszi az esküt III. Frigyes császár előtt Korneuburgban.[7]

### Határozatlan dátumú események
- július vége – A magyar sereg – Zeleni János vezetésével – benyomul Alsó-Ausztriába. (Elfoglalja Hainburgot, Klosterneuburgot, körülzárja Bécsújhelyet, Kremset és Steint.)
- augusztus közepe
  - A béketárgyalások meghiúsulása után a hadjáratot személyesen irányító Mátyás magyar király körülzárja Bécs városát.
  - A magyar csapatok elfoglalják a Bécs körüli városokat, köztük Korneuburgot, Tullnt és Sankt Pöltent.
  - A magyar lovasság Linzig portyázik.
- szeptember – Mátyás király hadai csaknem egész Alsó-Ausztriát elfoglalják.
- az év folyamán
  - Horvátországra tör egy török sereg.
  - Az Uppsalai Egyetem alapítása.[8]

## Születések
- január 25. – I. Anna breton hercegnő, később francia királyné.

## Halálozások
- január 5. – Merész Károly, Burgundia hercege[3] (* 1433)

## Európai időjárás
Tartós hótakaró Svájcban november közepétől március végéig. A nagy folyók, a Boden-tó és a Zürichi-tó befagytak.